# Monte Bandai

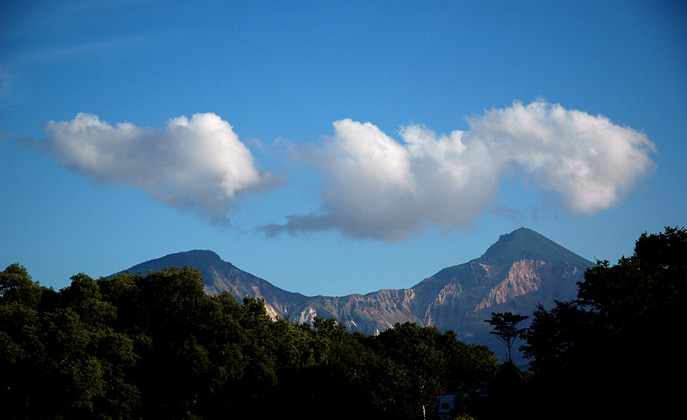
Monte Bandai ao nascer do sol.

O monte Bandai (磐梯山, Bandai-san) é um estratovulcão localizado na província de Fukushima, Japão.

## Características
O monte Bandai é localizado ao sul do Parque Nacional Asahi Bandai, segundo maior parque em todo território japonês, ficando apenas atrás do Daisetsuzan em Hokkaido.
Quase sempre referido como Aizu bandai, devido a sua proximidade a cidade de Aizu Wakamatsu, o Bandai é um vulcão ativo. Foi relatado que entrou em erupção em 806 e de novo um milênio depois em 15 de julho de 1888.

## Erupção
Essa última erupção foi terrível e remodelou o terreno vizinho. Todas as vilas que rodeavam o vulcão foram destruídas, matando 461 pessoas e outras 70 seriamente queimadas. Em agosto de 2000, o monte Bandai ameaçou entrar em erupção novamente, porém nada aconteceu.

## Turistas
Essa é a mais popular área da prefeitura de Fukushima para caminhadas. Caminhar em volta do Goshikinum são agradáveis passeios para os turistas que invadem o espaço, no verão. O acesso é feito pelas estações de ônibus Goshikinuma-Iriguchi ou Bandai-Kogen. Os três grandes lagos são o Akimoto-ko, o Onagawa-ko e o Hibara-ko. O monte Bandai por si mesmo pode ser escalado ao longo do dia (por volta de 9 horas). Qualquer um pode se acomodar lá, desde albergue da juventude a hotéis.